# Crnogorski fudbalski kup 2015-2016
La Crnogorski fudbalski kup 2015-2016 (in italiano Coppa montenegrina di calcio 2015-2016), conosciuta anche come Kup Crne Gore u fudbalu 2015-2016, fu la 10ª edizione della coppa del Montenegro di calcio.
Il detentore era il Mladost Podgorica. In questa edizione la coppa fu vinta dal Rudar Pljevlja (al suo 4º titolo) che sconfisse in finale il Budućnost.

## Formula
La formula è quella dell'eliminazione diretta, in caso si parità al 90º minuto si va direttamente ai tiri di rigore senza disputare i tempi supplementari (eccetto in finale). Gli accoppiamenti sono decisi tramite sorteggio.

### Calendario
| Turno            | Numero di incontri | Squadre | Entrano in questo turno          | Date                           |
| ---------------- | ------------------ | ------- | -------------------------------- | ------------------------------ |
| Primo turno      | 14                 | 30 → 16 | Tutte eccetto Mladost e Petrovac | 16 settembre 2015              |
| Ottavi di finale | 16                 | 16 → 8  | Mladost e Petrovac               | 23 settembre e 21 ottobre 2015 |
| Quarti di finale | 8                  | 8 → 4   | –                                | 4 e 25 novembre 2015           |
| Semifinali       | 4                  | 4 → 2   | –                                | 13 e 27 aprile 2016            |
| Finale           | 1                  | 2 → 1   | –                                | 2 giugno 2016                  |

### Squadre partecipanti
Partecipano 29 squadre: le 12 della Prva liga, le 11 della Druga liga e le 6 finaliste delle tre coppe regionali (Nord, Centro e Sud).
Prva liga
- Bokelj
- Budućnost
- Dečić
- Grbalj
- Iskra Danilovgrad
- Lovćen
- Mladost Podgorica
- Mornar
- Petrovac
- Rudar Pljevlja
- Sutjeska
- Zeta

Druga liga
- Berane
- Bratstvo
- Brskovo
- Cetinje
- Grafičar Podgorica
- Ibar
- Igalo
- Jedinstvo Bijelo Polje
- Jezero
- Kom
- Radnički Berane

Treća liga
- Fair Play (finalista Nord)
- Hajduk Bar (vincitore Sud)
- Mladost Lješkopolje (finalista Centro)
- Petnjica (vincitore Nord)
- Sloga Bar (finalista Sud)
- Zora (vincitore Centro)

## Primo turno
Mladost Podgorica e Petrovac esentate in quanto finaliste della Crnogorski fudbalski kup 2014-2015, l'Ibar grazie al posto lasciato libero dal ritiro del Mogren.
| Squadra 1          | Risultato | Squadra 2              |
| ------------------ | --------- | ---------------------- |
| 15.09.2015         |           |                        |
| Sloga Bar          | 0 – 1     | Mladost Lješkopolje    |
| 16.09.2015         |           |                        |
| Bratstvo           | 0 – 3     | Sutjeska               |
| Brskovo            | 2 – 1     | Jezero                 |
| Budućnost          | 5 – 0     | Berane                 |
| Cetinje            | 1 – 2     | Lovćen                 |
| Fair Play          | 0 – 7     | Mornar                 |
| Grafičar Podgorica | 1 – 4     | Grbalj                 |
| Hajduk Bar         | 1 – 2     | Jedinstvo Bijelo Polje |
| Kom                | 1 – 2     | Iskra Danilovgrad      |
| Petnjica           | 0 – 3     | Bokelj                 |
| Zeta               | 3 – 1     | Igalo                  |
| Zora               | 0 – 1     | Dečić                  |
| Rudar Pljevlja     | 1 – 0     | Radnički Berane        |

## Ottavi di finale
| Squadra 1         | Totale | Squadra 2              | Andata     | Ritorno    |
| ----------------- | ------ | ---------------------- | ---------- | ---------- |
|                   |        |                        | 23.09.2015 | 21.10.2015 |
| Ibar              | 1 – 7  | Dečić                  | 0 – 2      | 1 – 5      |
| Bokelj            | 4 – 2  | Iskra Danilovgrad      | 3 – 0      | 1 – 2      |
| Grbalj            | 1 – 6  | Budućnost              | 1 – 2      | 0 – 4      |
| Mladost Podgorica | 2 – 0  | Jedinstvo Bijelo Polje | 2 – 0      | 0 – 0      |
| Rudar Pljevlja    | 4 – 0  | Sutjeska               | 1 – 0      | 3 – 0      |
| Zeta              | 4 – 2  | Brskovo                | 3 – 0      | 1 – 2      |
| Petrovac          | 1 – 2  | Mornar                 | 0 – 1      | 1 – 1      |
| Lovćen            | 5 – 3  | Mladost Lješkopolje    | 3 – 0      | 2 – 3      |

## Quarti di finale
| Squadra 1         | Totale | Squadra 2      | Andata     | Ritorno    |
| ----------------- | ------ | -------------- | ---------- | ---------- |
|                   |        |                | 04.11.2015 | 25.11.2015 |
| Dečić             | 3 – 4  | Rudar Pljevlja | 2 – 2      | 1 – 2      |
| Lovćen            | 6 – 1  | Mornar         | 3 – 1      | 3 – 0      |
| Mladost Podgorica | 1 – 4  | Bokelj         | 0 – 2      | 1 – 2      |
| Budućnost         | 2 – 0  | Zeta           | 2 – 0      | 0 – 0      |

## Semifinali
| Squadra 1 | Totale | Squadra 2      | Andata     | Ritorno    |
| --------- | ------ | -------------- | ---------- | ---------- |
|           |        |                | 13.04.2016 | 27.04.2016 |
| Bokelj    | 0 – 3  | Rudar Pljevlja | 0 – 1      | 0 – 2      |
| Budućnost | 3 – 1  | Lovćen         | 2 – 0      | 1 – 1      |

## Finale
| Squadra 1      | Risultato             | Squadra 2 |
| -------------- | --------------------- | --------- |
| 02.06.2016     |                       |           |
| Rudar Pljevlja | 0 – 0 (dts) (4-3 dtr) | Budućnost |

| Arbitro: | Miloš Savović (Podgorica) |

| |                      | |
| Božović Vlahović Alić Marković Radanović                                                                                              | Tiri di rigore 4 – 3 | Đalović Raspopović Mirković Raičković Vušurović |
| Radanović Alić Živković Reljić Nestorović Sopo (118' Marković) (105' Knežević) Noma Ivanović (60' Božović) Jovanović Brnović Vlahović | Formazioni           | Ljuljanović Tomković Pajović (6' Mitrović) Vukčević Raspopović Mirković Pejaković Hočko (66' Vušurović) Raičković Burzanović (108' Vujačić) Đalović |
| Bajić | Allenatori           | Vukotić |